# Jannie Loots
Pour les articles homonymes, voir Loots.
Jannie Loots (né à Prieska en 1914 et mort au Cap en 1998) est un homme politique d'Afrique du Sud, membre du parti national, membre du parlement sud-africain (1961-1981), ministre du plan et des affaires métis (1970-1972), ministre de la Planification et des Statistiques (1972-1976) et Ministre de l'Environnement (1973-1976) dans le gouvernement Vorster. il termine sa carrière politique comme président de la chambre de l'assemblée (1976 à 1981).

## Biographie
Né à Prieska dans le nord de la province du Cap, à 240 km au sud de la ville de Kimberley, Loots étudie le droit à l'Université de Stellenbosch, se marie en 1945 et entame une carrière politique au début des années 1960 en s'emparant du siège de député de Queenstown (dans la région orientale de la province du Cap) face au candidat du parti progressiste.
En 1968, il entre au gouvernement de John Vorster en tant que vice-ministre des affaires métisses et des Affaires de Rehoboth puis devient vice-ministre des affaires économiques et de la planification. Le 11 mai 1970, lors du remaniement ministériel qui suit les élections générales du 22 avril, remportées de nouveau par le parti national, Balthazar Johannes Vorster nomme Loots à la fonction de ministre du plan et des affaires métis. En aout 1972, il est nommé ministre du plan et de la statistique. Un an plus tard, son portefeuille ministériel s'enrichit avec la création du département ministériel de l'environnement.
De janvier 1976 à juin 1981, Loots est Speaker de l'Assemblée du parlement sud-africain. Il se retire de la vie publique et décède peu de temps après une opération à la hanche en octobre 1998.